# Condado de Crook (Oregón)
El condado de Crook es uno de los 36 condados del estado de Oregón, Estados Unidos. La sede del condado es Prineville, al igual que su mayor ciudad. El condado tiene un área de 7.737 km² (de los cuales 21 km² están cubiertos por agua) y una población de 19.182 habitantes, y la densidad de población de 2 hab/km² (según censo nacional de 2000). Este condado fue fundado en 1882.

## Geografía

### Condados adyacentes
- Condado de Deschutes - sur, oeste
- Condado de Jefferson - norte
- Condado de Wheeler - norte
- Condado de Grant - este
- Condado de Harney - sureste

## Demografía
Para el censo de 2000, había 19.182 personas, 7.354 cabezas de familia, y 5.427 familias residiendo en el condado. La densidad de población era de 6 habitantes por milla cuadrada.
La composición racial del condado era:
- 92,95% blancos
- 0,04% negros o negros americanos
- 1,30% nativos americanos
- 0,43% asiáticos
- 0,03% isleños
- 3,81% otras razas
- 1,43% de dos o más razas.

Había 7.354 cabezas de familia, de las cuales el 32,30% tenían menores de 18 años viviendo con ellas, el 61,50% eran parejas casadas viviendo juntas, el 8,20% eran mujeres cabeza de familia monoparental (sin cónyuge), y 26,20% no eran familias.
El tamaño promedio de una familia era de 2,96 miembros.
En el condado el 26,60% de la población tenía menos de 18 años, el 7,50% tenía de 18 a 24 años, el 25,50% tenía de 25 a 44, el 25,70% de 45 a 64, y el 14,70% eran mayores de 65 años. La edad promedio era de 39 años. Por cada 100 mujeres había 99,40 hombres. Por cada 100 mujeres mayores de 18 años había 97,30 hombres.

## Economía
Los ingresos medios de una cabeza de familia del condado eran de USD$35.186 y el ingreso medio familiar era de $40.746. Los hombres tenían unos ingresos medios de $32.166 frente a $22.580 de las mujeres. El ingreso per cápita del condado era de $16.899. El 8,10% de las familias y el 11,30% de la población estaban debajo de la línea de pobreza. Del total de gente en esta situación, 13,90% tenían menos de 18 y el 8,10% tenían 65 años o más.

## Localidades

### Ciudad
- Prineville

### Áreas no incorporadas
| - Forest Crossing - Lone Pine - O'Neil - Paulina | - Post - Powell Butte - Roberts - Suplee |